# Madau Dischi
La Madau Dischi è una casa discografica attiva dalla fine degli anni '70 in Italia. La casa discografica fu fondata dal cantautore sardo Franco Madau ed è specializzata nella musica cantautoriale, folk revival e folk rock italiano.

## Storia

### Gli antecedenti
Franco Madau si trasferisce a Milano negli anni '70 alla con l'intento di sviluppare al meglio la propria carriera musicale. Qui entrò in contatto con la Ariston con cui realizzo il primo album intitolato La Scomunica (Populu Sardu Insorgi) nel 1977 e poi il secondo A Morti Sa Tirannia nel 1978.

### La fondazione
È solo nel 1979 che decide di autoprodurre il suo terzo album su casa discografica propria, dando così avvio alla Madau Dischi con il supporto di Moni Ovadia, Alfredo Lacosegliaz e Michele Straniero. Uscirà così il primo album della nuova casa discografica con il titolo Cantendu sa storia nosta (Madau Dischi, 1979). La casa discografica si distinguerà, fin dalle prime pubblicazioni per la produzione di cantautori fortemente radicati nel contemporary folk e nel folk nostrano dall'attitudine fortemente anticommerciale. È su questa linea il secondo album prodotto dalla Madau Dischi, Passa ru tempu (1980) dei calabresi Claudio Sambiase e Maria Lostumbo, oppure ancora il successivo Il pifferaio (1980) del gruppo Yu Kung e poi ancora Don Pepp u Pacce (1980) di Giovanni Russo.
Il 1980 fu un anno molto produttivo e continuò ancora con album dello stesso Franco Madau e poi Aniello De Vita, I Salis e Coro Cembul Di Vedano Al Lambro.

## Artisti
- Baraban
- Sergio Berardo
- La Ciapa Rusa
- Lou Dalfin
- Aniello De Vita
- Gruppo di canto popolare la Macina
- Maria Lostumbo
- Franco Madau
- Francesco Manente
- Enrico Marcandalli
- Raffaele Nobile
- Re Niliu
- Giovanni Russo
- I Salis
- Claudio Sambiase
- Scaricavascio
- Yu Kung